# Drasteria klotsi
Drasteria klotsi là một loài bướm đêm trong họ Erebidae.